# Exploit
Az exploit (ang.: kihasználás, kiaknázás) informatikai biztonsági fogalom: forráskódban vagy bináris formában terjesztett szoftver vagy parancssorozat, amely alkalmas egy szoftverrendszer vagy hardver biztonsági résének, illetve hibájának kihasználására, így érve el a rendszer tervezője által nem várt viselkedést.
Ez alatt a nem várt viselkedés gyakran a rendszergazdai jogok megszerzését, jogosultságnövelést (privilege escalation) vagy szolgáltatásmegtagadást (denial of service-t) értünk.
Payloadnak (töltet) nevezik azt az exploithoz csatolt kódot, amit az a jogosultság megszerzése után lefuttat. Az exploit nem feltétlenül ártó céllal készül, például az ún. „proof of concept” exploit egy biztonsági hiba kihasználásának lehetőségét bizonyítja.
A Metasploit Project egy nyílt forrású informatikai biztonsági projekt, ami a biztonsági résekről információt szolgáltat, segít az IDS-szignatúrák előállításában és a behatolási tesztelésben. Egyik legfontosabb alprojektje a Metasploit Framework, ami exploitok elkészítését és futtatását teszi lehetővé.

## Csoportosítás
Az exploitoknak több csoportosítása lehetséges. A leggyakoribb a sebezhető szoftverrel való kapcsolat módja szerint történik. A remote exploit (távoli exploit, távoli programfuttatást tesz lehetővé) hálózaton keresztül működik, és nincs hozzá szükség előzetes hozzáférésre a rendszerhez. A local exploit-nak (helyi exploit) a sebezhető rendszeren kell lefutnia, általában a futtató felhasználó jogosultságait növeli meg. A kliensalkalmazások elleni exploitokhoz módosított szerverprogramokra van szükség, sokszor social engineering (az emberek bizalomra való hajlamának manipulatív kihasználása) módszerekkel együtt vezet eredményre.
Csoportosíthatók a sérülékeny rendszer elleni tevékenység szerint is: jogosulatlan adathozzáférés, tetszőleges kód végrehajtása, szolgáltatásmegtagadás.
Általában egy exploit egyetlen specifikus biztonsági rést képes kihasználni. Gyakran az exploit nyilvánosságra hozatala után a szoftver gyártója javítást ad ki hozzá, így az exploit a szoftver újabb változatain már nem lesz működőképes. Ez az oka annak, hogy a black-hat hackerek általában nem, vagy csak más crackerek számára teszik hozzáférhetővé exploitjaikat. Az ilyen, nyilvánosságra nem került exploitokat (illetve amelyek ellen még nem készült biztonsági javítás) nulladik napi támadásnak nevezik. Ezeknek az exploitoknak a megszerzése a képzetlen támadók, más néven script kiddie-k egyik fő célkitűzése.

## Fordítás
- Ez a szócikk részben vagy egészben az Exploit (computer security) című angol Wikipédia-szócikk ezen változatának fordításán alapul.  Az eredeti cikk szerkesztőit annak laptörténete sorolja fel. Ez a jelzés csupán a megfogalmazás eredetét és a szerzői jogokat jelzi, nem szolgál a cikkben szereplő információk forrásmegjelöléseként.

## Külső hivatkozások
- Metasploit – Penetration Testing Resources